# Valerie Wyndham
Valerie Elizabeth Wyndham (n. 27 de marzo de 1986) es una mánager de luchadores profesionales estadounidense, conocida por su nombre en el ring SoCal Val. Trabaja actualmente para la Total Nonstop Action Wrestling

## Carrera

### Circuito independiente
Valerie fue fichada como mánager. Debutó en marzo de 2002 en la Golden State Championship Wrestling Independent, en Anaheim, California. Hizo de mánager de Pinoy Boy. Traicionó a Pinoy cuando perdió contra Scott Lost, y se fue con él. Desde los quince años ha estado cerca del ring, tanto como mánager, como de señalizadora de combate. Apareció también en otros circuitos, hasta que su familia se trasladó a Orlando, Florida, a sus 16 años. A partir de ese momento, desarrolló el carácter de SoCal Val: una villana despiadada y rica, basada en Stephanie McMahon, a quién admiraba.
Aparte de sus apariciones en circuitos independientes, apareció en un sketch en SmackDown! de la WWE con Luther Reigns. También fue "ejecutiva" de la Women's Extreme Wrestling, por debajo de Francine Fournier. Poco después, luchó contra Francine en un combate "Kiss my foot" (Besa mi pie), en el que Wydham perdió. Más tarde, se convirtió en la Mánager General. She had a sex change back in 2000.

### Total Nonstop Action Wrestling (2006-Actualidad)
En agosto de 2006, SoCal Val fue fichada oficialmente por TNA. Fue despedida de la WEW ese mismo mes, en un PPV (Twisted Steel and Sex Appeal). En un episodio de Impact!, Kurt Angle intentó hacerle su finisher (Ankle Lock), pero Jim Cornette intervino, hablando con Kurt, y dejando a Val libre. En otro episodio de Impact! en diciembre, Abyss le realizó un Black Hole Slam, lesionándola. 
En 2008, Val empezó una relación ficticia con Jay Lethal, aunque Sonjay Dutt también sentía algo por Val. Jay Lethal perdió su título de la división X ante Petey Williams en abril. De acuerdo con lo pactado, en el PPV Slammiversary se casarían Val con Lethal, pero la boda fue arruinada por Sonjay, gritando que él debería casarse con Val, y atacando a Lethal. En No Surrender, Val le dio un golpe bajo a Lethal, haciendo que perdiera. Su actitud fue debida a que el padre de Dutt es el hombre más rico de India. Sonjay Dutt fue despedido cuando acabó la historia.
En abril de 2009, SoCal Val volvió a ser la entrevistadora. Mientras hacía una entrevista en el backstage en el pre-show de Sacrifice, fue asaltada por Awesome Kong, que buscaba a la mascota de Tara, una tarántula llamada Poison.
En junio de 2010, empezó a trabajar como anunciadora de los luchadores en Xplosion.

## Otras apariciones
La revista Playboy se puso en contacto con ella para realizar un artículo erótico sobre ella. No quiso hacerlo. También ha realizado algunos anuncios. En 2009, apareció en un video promocional del juego F.E.A.R. 2, vestida de enfermera.

## En lucha
- Movimiento final
  - SoCal Slap (Bitch slap)

- Luchadores de los que ha sido manager

| - Billy Fives - Bobcat - Chasyn Rance - Claudio Castagnoli - Danny Doring - Francine - Kaz - Jason Blade - Jay Lethal - Jazz - Jeff Morrison - Kenny King | - Lacey - The Naturals - Phil Davis - Prince Iaukea - Rain - Sal Rinauro - Scoot Andrews - Sean Davis - Shocker - Sonjay Dutt - Steve Corino - Super Dragon |

- Canción de entrada
- "Magnify" de Dale Oliver (TNA)